# Strategy First
Strategy First è un'azienda produttrice di software canadese con sede a Montréal, Québec.
Fondata nel 1988, è stata acquisita nel 2005 dalla Silverstar Holdings. Ha pubblicato alcuni videogiochi che hanno raggiunto una certa notorietà, come Jagge Alliance 2: Wildfire, Hearts of Iron e Man of War.

## Videogiochi
| Controllo di autorità | VIAF (EN) 126941235 · ISNI (EN) 0000 0001 1939 5469 · LCCN (EN) no2002039973 |